# Литература на языке хинди
Литература на языке хинди принадлежит к самым богатым и замечательным новоиндийским литературам. Во главе её писателей стоит Чанд Бардаи, родом из Лахора, живший при дворе последнего индусского царя в Дели, Притхви Раджи, в конце XII века Произведения его: собрания баллад, описывающих рыцарские подвиги повелителя поэта и его гибель, которую Чанд пережил. Язык его поэм — переходная ступень от старого пракрита к новоиндийскому хинди; несколько остатков древних синтетических форм ещё попадаются здесь, но аналитические формы начинают уже вытеснять их. Баллады Чанда живут до сих пор в устах народа; их поют странствующие рапсоды в сев.-зап. Индии и Раджпутане, от устьев Инда до границ Белуджистана.
Имеются и печатные издания. Главный толчок развитию литературы на хинди дали, однако, религиозные движения. Каждая новая секта стремилась изложить в стихах свои учения. Кабир, живший в XV веке, создал священную литературу на хинди. Его Рамаини и Сабда образуют целый кодекс религиозной поэзии и теософической доктрины. В XVI стол. замечательны Сурдас из Матхуры, Набхаджи и Кешавадас из Виджапура, написавшие поэму Сурсагар и, так назыв., Бхактамала (то есть гирлянда верующего). Последнее произведение содержит жития индийских святых и описание их чудес; содержание его популяризовано впоследствии рядом позднейших пересказов и комментарий (Нараяндас около 1627-28 г., Кришнадас, 1713 г.), и на нём основано много легенд, обращающихся в народе. В XVII век выдавался Бихари Лал (из древнего г. Амбера, вблизи Джайпура), автор некоторых знаменитых поэм. В Бунделкханде прославился тамошний царь поэтов Лал Кави, автор Чхатра-Пракас. Все эти поэты были уроженцами западного Индостана (только Кабир был родом из Бенареса).
Последние тревожные годы существования могольской династии в XVIII век вызвали временный застой, нарушенный лишь в XIX веке быстрым развитием уже печатной литературы, в прозе и стихах. С тех пор каждое десятилетие приносит сотни новых изданий, среди которых, кроме переводов и переложений древних санскритских произведений, имеется много оригинальных сочинений.
Крупнейшим деятелем хиндиязычной литературы XIX века был писатель и драматург Бхаратенду Харишчандра.Одним из крупнейших хиндиязычных поэтов в XX веке был Рамдхари Синх Динкар. Целая эпоха в развитии поэзии хинди в первой половине XX века связана с именем Сурьяканта Трипатхи Нирала. Широкую известность получило поэтическое творчество Сумитранандана Панта.